# المنقطع، البيضاء
المنقطع هي إحدى قرى الجمهورية اليمنية. تتبع جغرافيا لمحافظة البيضاء و إداريًا لمديرية ذي ناعم. يبلغ تعداد سكانها 5294 نسمة حسب الإحصاء الذي جرى عام 2004.